# Jądro kometarne

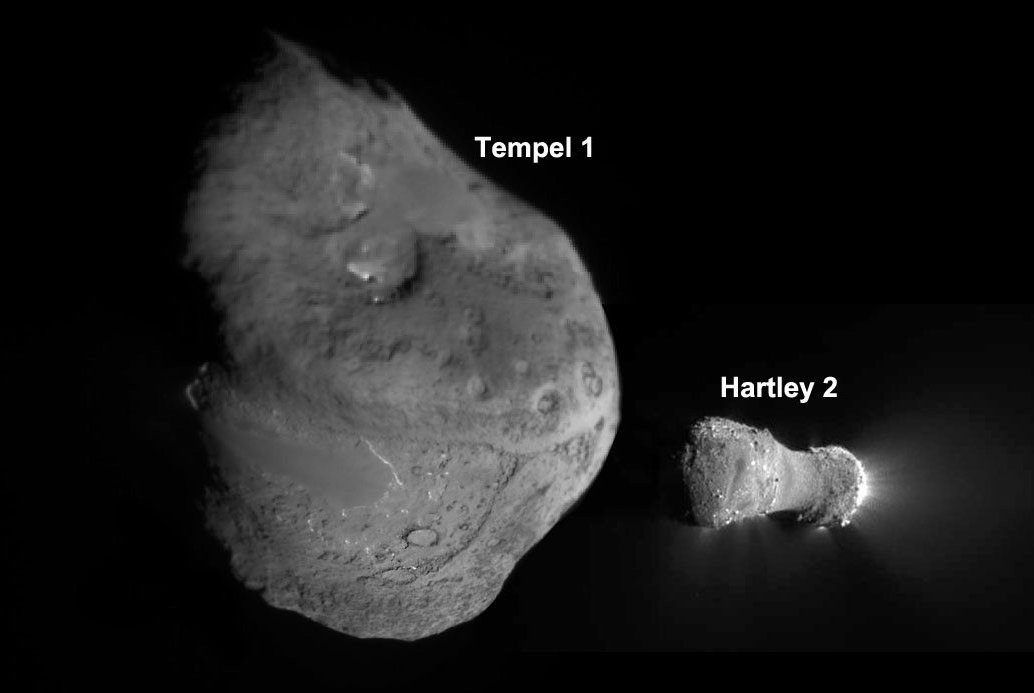
Jądra komet Tempel 1 i Hartley 2 - zdjęcia wykonane przez sondę Deep Impact

Jądro kometarne – lodowo-skalna bryła znajdująca się we wnętrzu głowy komety (tzw. komy) podczas trwającego zjawiska aktywności kometarnej. Rozmiary jąder komet znacząco się różnią, najczęściej mieszczą się jednak w przedziale od kilku do kilkuset kilometrów.
Jądro komety może być obiektem nietrwałym. Kometa poruszając się po swej eliptycznej orbicie, przechodzi często bardzo blisko Słońca – przez tzw. peryhelium – co powoduje uwalnianie się cząstek lotnych substancji (np wody) z powierzchni jądra. Im bliżej Słońca, tym zjawisko to staje się intensywniejsze. Wokół jądra tworzy się głowa komety, a wiatr słoneczny i ciśnienie promieniowania słonecznego odpychają uwolnione cząstki w kierunku odsłonecznym, tworząc warkocz kometarny. Zjawiska te związane są z utratą masy tego ciała i mogą być tak intensywne, że dochodzi nawet do rozpadu jądra.
Poruszając się po okołosłonecznej orbicie, kometa traci swój budulec przy każdym bliskim spotkaniu z naszą Dzienną Gwiazdą. Pozostawia tę materię wzdłuż swej trajektorii, a gdy orbita Ziemi przetnie orbitę komety, w atmosferę wpadają liczne „odłamki”, tworząc zjawisko roju meteorów.